# Lasioglossum inoum
Lasioglossum inoum là một loài Hymenoptera trong họ Halictidae. Loài này được Cameron mô tả khoa học năm 1904.